# Luke McCormack
Luke McCormack (Sunderland, 8 de junio de 1995) es un deportista británico que compite por Inglaterra en boxeo. Su hermano gemelo, Pat, compite en el mismo deporte.
En los Juegos Europeos de Minsk 2019 obtuvo una medalla de bronce en la categoría de 64 kg. Ganó una medalla de plata en el Campeonato Europeo de Boxeo Aficionado de 2017, en la misma categoría.

## Palmarés internacional
| Juegos Europeos    | Juegos Europeos     | Juegos Europeos   | Juegos Europeos |
| Año                | Lugar               | Medalla           | Categoría       |
| ------------------ | ------------------- | ----------------- | --------------- |
| 2019               | Minsk (Bielorrusia) | Medalla de bronce | 64 kg           |
| Campeonato Europeo |                     |                   |                 |
| Año                | Lugar               | Medalla           | Categoría       |
| 2017               | Járkov (Ucrania)    | Medalla de plata  | 64 kg           |